# いたー!ヤバい生き物 キケン生物と大バトル
『いたー!ヤバい生き物 キケン生物と大バトル』（いたー!ヤバいいきもの キケンせいぶつとだいバトル）とは、2017年から日本テレビで放送されているアドベンチャーバラエティ番組である。

## 概要
日本テレビ報道局が製作する番組で、豪華声優陣によるナレーション目線で、危険生物を紹介するアドベンチャーバラエティ番組。

## ナレーター
- 松本梨香（全回）
- あおい洋一郎（1）
- 梶裕貴（1 - 3）
- 関智一（1 - 3）
- 中尾隆聖（4 - ）
- 冨永みーな（4）
- 大塚芳忠（5）
- 木村昴（5）
- 日野聡（5）
- クリステル・チアリ（5）

## 放送リスト
| 回 | タイトル                                 | 放送日         | 放送時間（JST）   | 備考                                     |
| -- | ---------------------------------------- | -------------- | ----------------- | ---------------------------------------- |
| 1  | いたー!ヤバい生き物 キケン生物と大バトル | 2017年10月1日  | 日曜13:15 - 14:15 | 『サンバリュ』枠で放送                   |
| 2  | いたー!ヤバい生き物 キケン生物と大バトル | 2018年9月26日  | 水曜19:00 - 20:54 | 初のゴールデン放送                       |
| 3  | いたー!ヤバい生き物 キケン生物と大バトル | 2019年11月19日 | 火曜19:00 - 20:54 |                                          |
| 4  | いた!ヤバい生き物 最強バトルファイル     | 2020年9月13日  | 日曜13:15 - 14:15 | 『サンバリュ』枠で放送                   |
| 5  | いた!ヤバい生き物 キケン生物と大バトル   | 2022年7月12日  | 火曜20:00 - 21:54 | 約2年振りの放送かつ3年振りのゴールデン。 |

## スタッフ
- CGデザイン：大森清一郎（第2,5回）
- 音楽効果：丸山善之（第2,5回）
- EED：田口裕也（第2,5回）、古賀貴大（第5回）
- MA：小木曽祥平（第2,5回）、長沼和希（第5回）
- 協力：北海道庁、北海道立総合研究機構稚内水産試験場、酪農学園大学、札幌市、釧路市、くしろバス株式会社、熊野美佐緒、おたる水族館、㈱ノーリツ、筑紫女学園大学 佐々木浩、ラットパトロール、マリンワールド海の中道、札幌藻岩高校「困ったくま」、ハチ駆除8940、アスワット　水野秀哲、CALORS（ラット・ハチ→第2,5回、その他→第5回）
- 映像協力：札幌テレビ放送（第5回）
- 撮影：後藤俊輔、北方空撮（共に第5回）
- 構成：竹田慎
- ディレクター：山口侑里、笠原和貴、加藤治子、阿部沙織、吹野文哉、古沢将、上原志穂、芝下真葵（笠原・加藤・阿部・吹野・古沢・上原・芝下→第5回、上原→第2回はアシスタントディレクター）
- AP：小島都、川辺智子、中村志穂（川辺・中村→第5回）
- プロデューサー：小江翼、山口順平、細谷淳（小江・山口→第5回）
- 演出：石﨑大輔
- 総合演出：廣木克（第5回、以前は演出）
- チーフプロデューサー：高橋雅昭（第5回、以前は総合演出）
- 統括：富永有一（第5回）
- 制作協力：JPエンジン（第5回）、CWV
- 製作著作：日本テレビ

### 過去のスタッフ
- 撮影：戸田統（第2回）
- ドローン撮影：前波聡（第2回）
- 取材協力：みどり産業、(株)明誠、イーストヘブン(株)、(有)三共プロテクト、(株)防除研究所、(株)長谷川建設、朝日造園(株)、久喜市役所、南房総市有害鳥獣対策協議会 冨浦支部、埼玉県環境科学国際センター 金澤光、練馬区環境部まち美化推進係、細田時弘、(株)竹井造園、玉川大学 小野正人
- ディレクター：幸松隼人
- AP：宮下典子
- プロデューサー：中村光宏
- チーフプロデューサー：三浦俊明